# Тестароли
Тестароли (итал.  testaroli, testarolo) — вид макаронных изделий (итал. Pasta) или хлеба в итальянской кухне. Также часто встречается название «тосканская блинная паста». Распространенное блюдо в регионе и исторической области Италии Луниджана, также традиционное блюдо южной Лигурии и северной Тосканы. Берёт своё начало в кухне этрусков. Testaroli были названы «самой древней описанной пастой».

## Этимология
Слово testaroli происходит от слова testo, обозначающего терракотовую или чугунную посуду, напоминающую сковороду, на которой традиционно готовили тестароли.

## История
Тестароли являются очень древними макаронами, которые были придуманы ещё во времена этрусской цивилизации. В книге «Rustico: региональная итальянская кулинария» утверждается, что тестароли являются «прямым потомком каш неолита, которые выливали на горячие камни чтобы приготовить из них блюдо».

## Приготовление
Тестароли готовится из постного теста, состоящего из муки, воды, соли. Тесто должно быть жидким, его выливают на горячую плоскую поверхность, смазанную оливковым маслом, затем переворачивают. Полученные блины остужают, затем разрезают на треугольники, ромбики. После этого кусочки ненадолго опускают в кипящую воду, перекладывают в тарелки, перемешивают с соусом песто и посыпают тёртым сыром.
Иногда для приготовления тестароли используется каштановая мука. В некоторых рецептах ромбики из теста не варят, а сразу подают с соусом и сыром. Другой метод заправки включает добавление оливкового масла, сыра пекорино, пармезана-реджано, чеснока и базилика.
Тестароли иногда называют хлебом, который похож на фокаччу, а также блинами. В книге «Итальянская деревенская кухня», тестароли называны «близким родственником пасты» и «большим круглым блиноподобным хлебом толщиной не более четверти дюйма». В этом же источнике также утверждается, что когда он выпекается до хрустящей текстуры, его можно употреблять в виде хлеба, тогда как при меньшей выпечке, он имеет губчатую и мягкую текстуру, как макароны.
Существует также очень похожее блюдо Falsi testaroli al ragu («Ненастоящие тестароли с рагу»), которое готовят из нарезанного макаронного теста, но не жидкого и приготовленного на testo. Подается с рагу, итальянским мясным соусом.